# Deocerus nietoi
Deocerus nietoi är en insektsart som först beskrevs av Fowler 1900.  Deocerus nietoi ingår i släktet Deocerus och familjen Flatidae. Inga underarter finns listade i Catalogue of Life.